# Tropidopola syriaca
Tropidopola syriaca är en insektsart som först beskrevs av Walker, F. 1871.  Tropidopola syriaca ingår i släktet Tropidopola och familjen gräshoppor. Inga underarter finns listade i Catalogue of Life.